# توماس فيلا
توماس فيلا (بالإسبانية: Tomas Villa)‏ (14 يوليو 1983 - 3 أبريل 2018) هو ملاكم مكسيكي، صنّف ضمن فئة وزن الخفيف.

## روابط خارجية
- توماس فيلا على موقع بوكس ريك (الإنجليزية) (registration required)